# Alfred Clebsch
Rudolf Friedrich Alfred Clebsch (n. 19 ianuarie 1833 la Königsberg - d. 7 noiembrie 1872 la Göttingen) a fost un matematician german cu contribuții importante în geometria algebrică și în teoria invarianților.

## Biografie
A urmat Universitatea din Königsberg.
În perioada 1854 - 1858 a fost profesor la Gimnaziul din Berlin, iar în 1858 a fost numit profesor la Politehnica din Karlsruhe.
În 1863 intră ca profesor la Politehnica din Giesse, ca în 1868 să devină profesor la Universitatea din Göttingen.

## Activitate științifică
În 1857 dat publicității anumite aplicații geometrice ale funcțiilor eliptice și a fost unul dintre primii matematicieni care a contribuit la dezvoltarea operei lui Bernhard Riemann.
În 1864 a demonstrat că coordonatele curente ale punctului de pe o curbă de genul unu, pot fi exprimate prin funcții eliptice de un parametru, putând astfel să explice și să descopere numeroase proprietăți ale acestor curbe.
Influențat de lucrările lui Carl Neumann, Clebsch s-a ocupat și de fizică.
În 1868, împreună cu acesta, a înființat revista Mathematische Annalen.
Cele mai importante rezultate ale sale au fost completate de Henri Poincaré în 1881.

## Scrieri
- 1862: Elastizität der festen Körper
- 1866: Theorie der Abelschen Funktionen, în care a studiat punctele de inflexiune și teoria osculației cubicelor fără punct dublu. Această lucrare a marcat introducerea teoriei funcțiilor în geometria algebrică.

1. 1 2  Alfred Clebsch, Structurae, accesat în 9 octombrie 2017
2. 1 2 3  Autoritatea BnF, accesat în 10 octombrie 2015
3. 1 2  MacTutor History of Mathematics archive, accesat în 22 august 2017
4. 1 2  Rudolf Friedrich Alfred Clebsch, Brockhaus Enzyklopädie
5. 1 2  Alfred Clebsch, Gran Enciclopèdia Catalana
6. ↑  CONOR.SI[*] Verificați valoarea |titlelink= (ajutor)